# Хмара Євген Станіславович
Хмара Євген Станіславович (нар. 10 березня 1988, Київ) — український композитор, піаніст-віртуоз, член Опікунської ради асоціації «Child.ua».

## Життєпис
Народився в Києві у родині залізничника і педагога.
З раннього дитинства захоплювався літаками й музикою. У віці семи років написав першу музичну композицію, на яку його надихнула подорож у потязі. Також у дитинстві хлопчик знав усі типи літаків, міг розпізнати їх за звучанням.
Хлопець цікавився астрономією, тож на перші зароблені гроші придбав великий телескоп.
Євген має коричневий пояс з карате.
У 1994—2003 роках навчався у музичній школі. З 1995 року по 2005 рік навчався в київській ССЗШ № 307.
З 2004 року починає працювати у музичній сфері. Перше місце роботи — музичне оформлення меблевого салону.
У 2005―2010 роках навчався в Українській академії бізнесу і підприємництва (Київ).
2010 року почав аранжувати для зірок українського шоу бізнесу.
2012 року став фіналістом шоу «Україна має талант».
З 2012 по 2018 рік був музикантом шоу «X-Фактор».

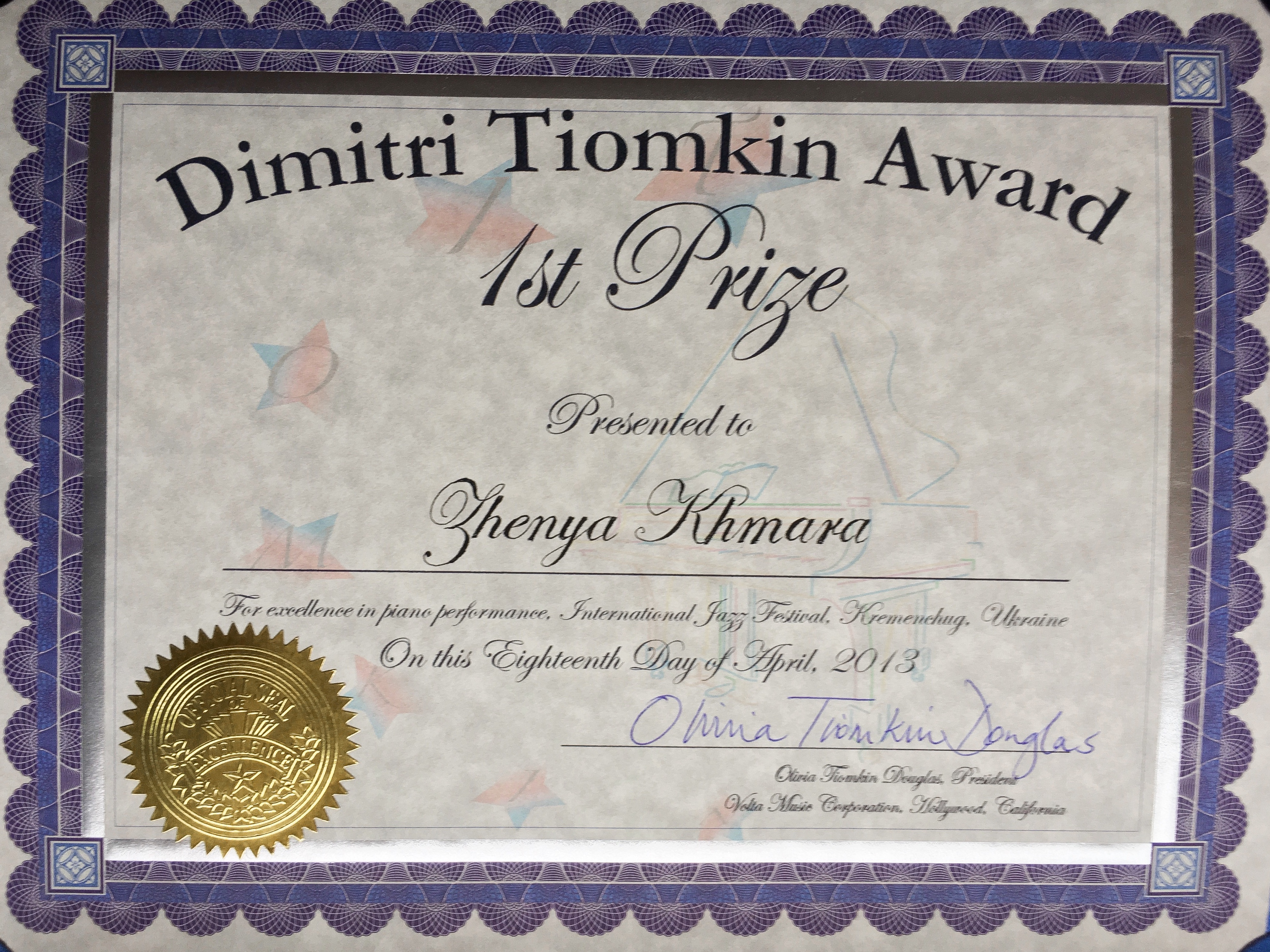
Перше місце у музичному конкурсі ім. Дмитра Тьомкіна

Наймасштабнішим проєктом 2018 року був великий сольний концерт «30» у Палаці Україна за участі 200 інструментів оркестру та 100 співаків хору.
Грудень 2019 — березень 2020 — концертний тур Україною «Мовою сучасного композитора»
2020 — спільно з ГО «Child.ua» представив альбом для дітей з аутизмом.
2020 — представив Україну на дипломатичному прийнятті в Кувейті за запрошенням надзвичайного та повноважного посла в державі Кувейт Олександра Балануци.
2021 — відкрив матч Ліги націй проти збірної Іспанії гімном України на стадіоні «Олімпійський» в Києві.
Грудень 2021 — концертний тур Україною з інструментальним шоу KHMARA.
У 2022 році випустив 6-й студійний альбом. Регулярно виступає з концертними турами Україною та закордоном. Пише музику для кінофільмів та телесеріалів.

## Нагороди
- 2001 — президентська премія, стипендію від фонду «Надії та добра», за особливі досягнення в музичній сфері.
- 2013 — Перше-друге місце на Конкурсі молодих піаністів-імпровізаторів ім. Дмитра Тьомкіна (м. Кременчук)
- 2017 — міжнародне звання «Yamaha Artist»[9].
- 2017 — лауреат на звання «Людина року 2017»[10].

## Дискографія
- 2013 — альбом «Казка»[11]
- 2015 — альбом «Знамення»[12]
- 2016 — альбом «White piano»
- 2018 — альбом «Wheel of Life»
- 2020 — альбом «Freedom to move»
- 2022 — альбом «Event Horizon», side A

## Сингли
- 2015 — «Astral Dreams»[13]
- 2021 — «Event Horizon»

## Телепроєкти
- 2001 — участь на фестивалі «Таврійські ігри»[14]
- 2012 — фіналіст телешоу «Україна має талант»[15]
- 2013 — участь у телешоу «Куб»[16]
- 2014—2018 — піаніст шоу «X-Фактор»
- 2017 — оркестровий вечір і сольний виступ на шоу «X-Фактор»[17]
- Лютий 2018 — участь у телевізійному шоу «Великий Весняний Концерт»[18]
- 2019 — участь у телешоу «Вечір Прем'єр з Катериною Осадчою» на телеканалі «1+1»
- 2019 — участь у ранковій програмі «Сніданок з 1+1».
- 2020 — сюжет у телешоу «Життя Великих Людей» на телеканалі «1+1».
- 2021 — суддя у телешоу «Співають всі» на телеканалі «Україна».
- 2021—2022 — регулярний гость у програмі «Сніданок з 1+1» на телеканалі «1+1»

## Співпраця
- 2001 — спільний виступ з Дідьє Маруані (Space) на «Таврійських іграх»[14]
- 2001 — виступ на шоу-концерті гурту «Space» «Symphonic space dream» у палаці «Україна».
- 2004 — виступ на центральній площі у Дніпрі на концерті гурту «Space»
- 2006 — виступ у Кремлівському палаці в Москві на концерті гурту «Space».
- 2011 — співпраця з Олегом Скрипкою у проєкті «Українські вечорниці».
- 2011 — співпраця із британською співачкою Сонік
- 2013 — акомпанування Олегу Скрипці та співачці Валерії на шоу «Голос країни»
- 2014 — співпраця з італійським співаком Пупо.
- Осінь 2015 — презентація шоу «Знамення» у Жовтневому палаці за участю Дідьє Маруані[19][20]
- 2016 — співпраця з Алесандро Сафіна у рамках його концерту у Києві[21]
- 2016 — кавер-версія пісні «1944» переможниці Євробачення 2016 Джамала[22]
- 2019 — спільний сингл з гуртом «Kazka»
- 2019 — спільний сингл «Скучаю» з гуртом «НеАнгели»

## Діяльність

### Концерти
- Весна 2015 — перший всеукраїнський тур «Piano vs Dubstep»[23], шоу Znamenie у Жовтневому палаці
- Весна 2017 — шоу «The Wheel of Life» у Жовтневому палаці
- Грудень 2018 — наймасштабніший сольний концерт «30» у «Палаці Україна»[24]
- Грудень 2019 — березень 2020 — концертний тур Україною «Мовою сучасного композитора»
- Грудень 2021 — концертний тур Україною з інструментальним шоу «KHMARA»

## Кліпи
- 2012 — «Пока она спала».
- 2013 — «Волшебные часы»[25]
- 2017 — «Nocturne»
- 2017 — «Ніжність»
- 2017 — «Піаніст у місті-примарі», відео-робота присвячена місту Прип'ять
- 2017 — «Привітання України з 26-ю річницею Незалежності», відео-робота до Дня незалежності України.
- 2018 — «LIFELINE», відеоробота присвячена проєкту «Дивовижна країна».
- 2018 — серія відеокліпів знятих у рамках руху Open Ukraine — «Znamenie» та «The Wheel of Life», зняті на території Національного університету «Київський політехнічний інститут ім. Ігоря Сікорського».
- 2019 — «Collapse of the System»
- 2020 — кліп «Release», знятий у стародавньому замку, Франція.
- 2020 — кліп «In the Sky», знятий в горах на висоті 2 000 метрів в Альпах.
- 2021 — кліп «Mars planet. First online concert from the Mars», знятий в Петрі, Йорданія.

## Благодійність і соціальні проєкти
Євген Хмара підтримує соціальні та благодійні проєкти. Учасник щорічного благодійного фестивалю «Назустріч мрії».
З 2017 року за підтримки асоціації «Child.ua» Євген щорічно проводить благодійні концерти музикотерапії для дітей з аутизмом, ДЦП та різними психологічними відхиленнями. Активний учасник та волонтер руху «Аутизм Friendly Space».
- 2013 — в рамках акції «Мрій! Дій!» вперше поставив рояль на Михайлівській площі у Києві, де грав свої та відомі світові композиції.
- 2017, 2018 — концерт для дітей з інвалідністю у Київському палаці дітей та юнацтва[27]
- 2019 — концерт для дітей з інвалідністю у Київській міський державній адміністрації[28]
- 2019  — учасник благодійного проєкту «Здійсни мрію».
- У 2020 році Євген Хмара разом з Child.ua презентували альбом для дітей з аутизмом.
- 2022 — під час російського вторгнення на територію України, регулярно проводить благодійні концерти для біженців та військових.

## Сім'я
- Дружина Дар'я Ковтун (співачка Odara), одружені з 2016 року.
- Діти: син Микола (2017) і донька Віра (2019)
- У липні 2022 року народився син.